# Doldersum
Doldersum (52° 53′ N, 6° 15′ L) é uma cidade dos Países Baixos, na província de Drente. Doldersum pertence ao município de Westerveld, e está situada a 24 km, a noroeste de Hoogeveen.
A área de Doldersum, que também inclui as partes periféricas da cidade, bem como a zona rural circundante, tem uma população estimada em 120 habitantes.